# Мышланка (село)
Мышланка — село в Сузунском районе Новосибирской области России. Административный центр Мышланского сельсовета.

## География
Площадь села — 135 гектаров.

## Население
| 2002 | 2007 | 2010 | 2012 | 2013 | 2014 | 2015 |
| ---- | ---- | ---- | ---- | ---- | ---- | ---- |
| 921  | ↘891 | ↗917 | ↗920 | →920 | ↗935 | ↘914 |
| 2016 | 2017 | 2018 | 2019 | 2020 | 2021 |      |
| ↘902 | ↘899 | ↗901 | ↘889 | ↗897 | ↘867 |      |

## Инфраструктура
В селе по данным на 2007 год функционирует одно учреждение здравоохранения и одно учреждение образования.
В селе функционирует библиотека, в которой работает мультстудия "Мышланские мультяшки"